# Memoria de acceso aleatorio resistiva
La memoria de acceso aleatorio resistiva o RRAM (resistive random-access memory, también se usa la sigla ReRAM) es un tipo de memoria de computadora no volátil (NV) que funciona cambiando la resistencia utilizando un material dieléctrico de estado sólido al que también se le refiere como  memristencia. Esta tecnología se asemeja a CBRAM (RAM de puente conductor) y PCM (memoria de cambio de fase). 
CBRAM se base en un electrodo que proporciona iones que se disuelven en un material electrolítico, mientras que PCM se fundamenta en generar suficiente energía para estimular cambios de fase de tipo amorfos-cristalino o cristalino-amorfos. Por otro lado, RRAM genera defectos en una capa delgada de óxido, conocidos como vacantes de oxígeno (enlaces de óxido se establecen donde los de oxígeno fueron removidos ), que subsecuentemente puede cargar y ser arrastrados hacia un campo eléctrico. El movimiento de los amorfos-cristalino]] y vacantes en el óxido sería análogo al movimiento de electrones y huecos en un semiconductor.
RRAM está actualmente desarrollándose por varias compañías, algunas de ellas han patentado posibles aplicaciones de esta tecnología.  RRAM entró al mercado con una capacidad limitada, de la escala de KB.
Aunque esta tecnología se anticipa como el reemplazo de la memoria flash, el costo beneficio y el rendimiento de la RRAM no se ha demostrado a las compañías como para que hagan el cambio. Hay una larga lista de materiales que podrían ser utilizados para la RRAM . Sin embargo un descubrimiento reciente que la puerta dieléctrica de alta constante dieléctrica de tipo HfO2 puede ser utilizada como una RRAM de baja tensión, esto ha alentado en gran medida a otros a investigar otras posibilidades.

## Historia
En febrero de 2012 Rambus adquirió una empresa de RRAM llamada Unity Semiconductor por $35 million. Panasonic lanzó un kit de evaluación RRAM en mayo de 2012, basado en un óxido de tántalo 1T1R (1 transistor - 1 resistor) arquitectura de célula de memoria.
En 2013, Crossbar (Computer Hardware Manufacturer) introdujo un prototipo de RRAM como un chip del tamaño de una estampilla postal que podría almacenar hasta 1 TB de información. En agosto de 2013, la compañía anunció que la producción a gran escala de la RRAM estaba programada para 2015. la estructura de memoria (Ag/a-Si/Si)se parece a un CBRAM basada en plata.
Diferentes formas de RRAM se han revelado, basadas en diferentes materiales eléctricos, desde perovskitas, óxidos metálicos de transición hasta calcogenuro. A inicios de 1967, Dióxido de Silicon fue mostrado para exhibir el cambio de resistencia, y ha sido revisado recientemente .
Leon Chua discutió que todos las aparatos bi-terminales y no volátiles incluyendo la RRAM deberían ser considerados  memristores. Stan Williams de HP Labs está de acuerdo con que la RRAM sea considerada  memristor. Sin embargo, otros cuestionaron esta terminología y la aplicabilidad de memristor a cualquier dispositivo físicamente realizable es discutible. Aún se disputa si los elementos de conmutación resistiva redox basada (RRAM) están cubiertos por la teoría actual de memristor.
En 2014 investigadores anunciaron un aparato que usaba un óxido de silicio dieléctrico poroso sin margen en la estructura. En 2010 los caminos de filamentos fueron descubiertos liderando el avance. Puede ser manufacturado a temperatura ambiente y tiene por debajo de 2 V de formación un radio de on-off,consumo de poder bajo , una capacidad de 9-bit (capacidad por célula), cambios más rápidos y resistencia mejorada.

## Formación
La idea básica es que un dieléctrico, que normalmente es aislante, puede hacerse para conducir a través del filamento o camino formado después de la aplicación de suficiente voltaje. El camino que conduce puede surgir de diferentes mecanismos, incluyendo fallas o migración de metal. Una vez que el filamento esté formado, este puede ser reiniciado (roto, resultando una gran resistencia) o establecido (reformado, resultando en una resistencia menor) por otro voltaje. Muchos caminos actuales en lugar de filamentos estarían involucrados.
El camino de baja resistencia puede ser localizado (filamentos) u homogéneo. Ambos efectos pueden ocurrir a través de la distancia entre electrodos o en la proximidad de alguno de ellos. Los efectos de los filamentos y homogéneos pueden ser distinguidos midiendo el área de dependencia de un estado de baja resistencia.
Bajo ciertas condiciones se puede evitar la operación. Se espera que bajo estas condiciones la corriente inicial sea muy alta comparada con el aislamiento de las capas de óxido.
Las células CBRAM generalmente no requieren formaciones, si los iones de Cu están presentes en el electrolito, ya habían sido echados por un proceso de foto-difusión o de recocido diseñado; tales células también pueden volver fácilmente a su estado inicial. En ausencia de tales Cu que inicialmente están en el electrolito, la tensión todavía se aplica directamente al electrolito, y su formación sería una fuerte posibilidad.

## Estilos de Operación
Para las memorias de tipo acceso aleatorio, se prefiere la arquitectura de un 1T1R (un transistor, una resistencia),  debido a que el transistor de corriente aísla a las células que se seleccionan a partir de células que no lo están. Por otro lado, una arquitectura de punto de cruz es más compacta y puede permitir apilar verticalmente capas de memoria, ideal para dispositivos de almacenamiento masivo. Sin embargo, en ausencia de cualquier incluyendo transistores, el aislamiento debe ser proporcionado por un dispositivo selector ', tal como un diodo, en serie con el elemento de memoria, o por el elemento de memoria en sí. Tales capacidades de aislamiento han sido inferiores a la utilización de transistores, lo que limita la capacidad de operar matrices muy grandes RRAM en esta arquitectura.
La polaridad puede ser binario o unario. Algunos efectos bipolares causan polaridad inversa cuando se cambia de baja a alta resistencia (reajustar operación) en comparación con la conmutación de alta a (funcionamiento conjunto) bajo. La conmutación unipolar deja la polaridad igual, pero utiliza diferentes voltajes.

## Sistemas de materiales paraceldas de memoriaresistivas
Múltiples sistemas de materiales inorgánicos y orgánicos muestran efectos de conmutación resistiva térmicos o iónicos. Estos se pueden agrupar en las siguientes categorías:
- Calcogenuros de cambio de fase, como Ge 
2Sb 
2Te 
5 o AgInSbTe
- Óxidos de metales de transición binaria como NiO o TiO 
2
- Perovskitas tales como Sr (Zr) TiO 
3 o PCMO
- Electrolitos de estado sólido como GeS, GeSe, SiO 
x o Cu 
2S
- Complejos de transferencia de carga orgánica, tales como CuTCNQ
- Sistemas orgánicos donante-aceptor como Al AIDCN

## Demostraciones
Documentos de la Conferencia IEDM en 2007 sugirió por primera vez que RRAM exhibe corrientes de programación inferiores a PRAM (Phase-change memory) o MRAM sin sacrificar el rendimiento de la programación, la retención o la resistencia. El 30 de abril de 2008 HP anunció que habían descubierto el memristor, originalmente concebido como el cuarto elemento de circuito fundamental faltante por Chua en 1971, el 8 de julio se anunció comenzarían RRAM prototipos utilizando su memristor. En IEDM 2008, la más alta tecnología RRAM desempeño hasta la fecha, demostrado por ITRI, que muestra los tiempos de conexión de menores de 10 ns y corrientes de menos de 30 uA. En IEDM 2010, ITRI volvió a romper el récord de velocidad, mostrando <0,3 ns tiempo de conmutación, mientras que también muestra mejoras en los procesos y operaciones para permitir un rendimiento de hasta el 100%. IMEC realizó cambios presentados de su programa RRAM en el 2012 Jornadas sobre Tecnología VLSI y Circuitos, incluyendo una solución con una corriente de funcionamiento de 500 nA.

## Futuras aplicaciones
Comparando con PRAM, la RRAM opera en una escala de tiempo más rápida (el tiempo de conmutación puede ser inferior a los 10 ns), mientras que la MRAM tiene una estructura celular más simple y más pequeña (menos de pila 8F² MIM). Un 1D1R vertical (un diodo, un dispositivo de conmutación resistiva) de integración puede ser utilizado para la estructura de memoria travesaño para reducir el tamaño de la unidad celda a 4F² (F es la dimensión característica). En comparación con la memoria flash y la memoria de circuito, una tensión más baja es suficiente y por lo tanto se puede utilizar en aplicaciones de baja potencia.
ITRI ha demostrado que la RRAM es escalable por debajo de los 30 nm. El movimiento de los átomos de oxígeno es un fenómeno clave para RRAM de base de óxido; un estudio indicó que el movimiento de oxígeno puede tener lugar en regiones tan pequeño como 2 nm. Se cree que si un filamento es responsable, no exhibiría escalamiento directo con respecto al tamaño de celda. En cambio, el límite de cumplimiento actual (establecido por una resistencia exterior, por ejemplo) podría definir la capacidad de conducción de corriente del filamento.
Un obstáculo importante en descubrir el potencial de la RRAM, es el problema del camino furtivo que se produce en las matrices pasivas más grandes. En 2010,  CRS (complementary resistive switching) se introdujo como una posible solución a el trayecto de corriente de interferencia. En el enfoque de CRS, los estados de almacenamiento de información son pares de estados alto y bajo de resistencia (hrs / LRS y LRS / HRS) de modo que la resistencia total es siempre alta, lo que permite grandes matrices pasivas.
Un inconveniente de la solución inicial CRS es el requisito para la resistencia causada por lectura destructiva convencional basado en mediciones de corriente de conmutación. Un nuevo enfoque para una lectura no destructiva basada en la medición de la capacidad potencialmente reduce los requisitos tanto para la resistencia y la potencia de consumo de material La Bi-estructura de capas se utiliza para producir la no linealidad en LRS para evitar el problema del camino. Se informó de un único dispositivo que presenta una capa fuerte de conducción no lineal en LRS. Otra estructura bi-capa se introdujo para RRAM bipolar para mejorar el HRS y la estabilidad.
Otra solución al problema de la corriente de fuga es llevar a cabo las operaciones de lectura y puesta a cero en paralelo a través de una fila completa de las células, mientras que el uso de seteado en las celdas seleccionadas. En este caso, para una matriz 3D-RRAM 1TNR, con una columna de celdas N RRAM situados por encima de un transistor de selección, sólo se requiere la no linealidad intrínseca del HRS para ser lo suficientemente grande, ya que el número de niveles verticales N es limitada (por ejemplo, , N = 8-32), y esto ha demostrado posible un sistema RRAM de baja corriente.